# Isabelle McNally
Isabelle McNally es una actriz de cine y televisión estadounidense, hija del reconocido restaurador inglés Keith McNally. Es conocida principalmente por su interpretación de Madeleine Loomis en la serie de televisión de suspense Bates Motel en 2017.

## Carrera
McNally inició su carrera en el cine participando en algunos cortometrajes. Después de aparecer en algunos largometrajes en papeles menores, en 2014 logró reconocimiento interpretando el papel de Kendra Lee en la popular serie de televisión House of Cards. El mismo año apareció en la película dramática Before I Disappear, interpretando el papel de Vista. En 2017 integró el elenco de la última temporada de la serie de televisión Bates Motel en el papel de Madeleine Loomis. Su personaje en la serie fue uno de los intereses sentimentales de Norman Bates. El mismo año apareció en la película The Song of Sway Lake e integró el elenco regular en la serie web creada por Mia Lidofsky Strangers.

## Filmografía

### Cine
- 2017 - The Song of Sway Lake
- 2016 - The Big Spoon
- 2014 - Loitering with Intent
- 2014 - Before I Disappear
- 2012 - Amnesia
- 2012 - Charm
- 2012 - Indigo Children
- 2012 - Greetings from Tim Buckley
- 2012 - Frances Ha
- 2012 - Not Waving But Drowning
- 2011 - Happy Life
- 2010 - Struck

### Televisión
- 2017 - Bates Motel
- 2017 - Strangers
- 2014 - The Money (Película para TV)
- 2014 - House of Cards
- 2012 - The Corrections (Película para TV)